# Активин
Активин — представитель надсемейства лигандов трансформирующего фактора роста beta (TGF-β),  Выделен впервые в 1986 году. Активин усиливает биосинтез и секрецию фолликулостимулирующего гормона (ФСГ), участвует в регуляции менструального цикла. Позже были открыты иные функции, выполняемые активином, в их числе — участие в клеточной пролиферации, клеточной дифференцировке, апоптозе, метаболизме, гомеостазе, иммунном ответе, регенерации при заживлении ран.
Различают B-активин и T-активин.

## Функции
Активины выделяются разными органами, в том числе, половыми железами, гипофизом и плацентой.
- В фолликулах яичника активин увеличивает связывание ФСГ и ФСГ-индуцированную активность ароматазы. Он участвует в синтезе андрогенов, усиливая действие лютеинизирующего гормона (ЛГ) на яичник и семенник, а также оказывает стимулирующее влияние на процесс сперматогенеза.
- Сильно выраженная экспрессия активина наблюдается при повреждениях кожной поверхности (сверхэкспрессия активина в эпидермисе трансгенных мышей значительно улучшает заживление ран и ускоряет рубцевание). Его воздействие на заживление ран и морфогенез кожи происходит путём стимуляции кератиноцитов и стволовых клеток.
- Активин также регулирует морфогенез органов, включающих разветвленные трубчатые структуры (предстательной железы, легких и особенно почек).
- При нехватке активина наблюдаются пороки развития нервной системы.
- Результаты исследований, проведенные Медицинской школой при Университете Виргинии, показывают, что активин А играет роль в образовании метастазов при раке легких, и, возможно, метастазов других форм рака.

Молекулы активинов состоят только из β-субъединиц: активин А (βA и βA), активин В (βB и βB) и активин АВ (βB и βA).
Как и другие члены суперсемейства, активин может взаимодействовать с двумя типами поверхностных клеточных трансмембранных рецепторов (активиновые рецепторы I и II типов).